# Musa Hajdari
Musa Hajdari (Kamenicë, 11 ottobre 1987) è un mezzofondista kosovaro.

## Biografia
Nato nell'ex Iugoslavia, Hajdari ha debuttato internazionalmente nel 2013 vincendo allo Yilmaz Sazak Memorial di Istanbul il titolo nel miglio. Nel 2015 ha esordito nei circuiti mondiali partecipando ai Mondiali in Cina. L'anno successivo ha fatto parte del primo team kosovaro ai Giochi olimpici a Rio de Janeiro 2016.

## Palmarès
| Anno | Manifestazione              | Sede           | Evento       | Risultato | Prestazione | Note |
| ---- | --------------------------- | -------------- | ------------ | --------- | ----------- | ---- |
| 2015 | Mondiali                    | Pechino        | 800 m piani  | Batteria  | 1'47"70     |      |
| 2016 | Camp. piccoli stati europei | Marsa          | 800 m piani  | Oro       | 1'48"43     |      |
| 2016 | Europei                     | Amsterdam      | 800 m piani  | Batteria  | 1'48"97     |      |
| 2016 | Giochi olimpici             | Rio de Janeiro | 800 m piani  | Batteria  | 1'48"41     |      |
| 2017 | Giochi della Francofonia    | Abidjan        | 1500 m piani | 6º        | 3'52"93     |      |
| 2018 | Mondiali indoor             | Birmingham     | 1500 m piani | Batteria  | 3'47"68     |      |
| 2018 | Camp. piccoli stati europei | Schaan         | 800 m piani  | Oro       | 1'49"26     |      |
| 2018 | Europei                     | Berlino        | 800 m piani  | Batteria  | 1'49"47     |      |
| 2018 | Giochi del Mediterraneo     | Tarragona      | 800 m piani  | Batteria  | 1'51"26     |      |
| 2019 | Mondiali                    | Doha           | 800 m piani  | Batteria  | 1'47"98     |      |
| 2021 | Giochi olimpici             | Tokyo          | 800 m piani  | Batteria  | 1'48"96     |      |